# Letters of Jonathan Oldstyle
Die Letters of Jonathan Oldstyle, Gent. sind das literarische Erstlingswerk des amerikanischen Schriftstellers Washington Irving (1783–1859). Die neun humoristischen Essays, vorgeblich Leserbriefe eines „Jonathan Oldstyle“, erschienen zwischen dem 15. November 1802 und dem 23. April 1803 in der New Yorker Tageszeitung Morning Chronicle, die von Irvings Bruder Peter Irving herausgegeben wurde. Irving nahm darin die Moden seiner Zeit und insbesondere die New Yorker Theaterszene aufs Korn. „Jonathan Oldstyle“ ist das erste von vielen Pseudonymen, unter denen Irving im Laufe seiner Karriere publizieren sollte, und verweist als sprechender Name auf den Typus, den seine charakterlich ausgestaltete Erzählerfigur verkörpert: ein alternder Hagestolz, der mit Verwunderung die neumodischen Anwandlungen der Jugend beobachtet.
Die bislang einzige deutsche Übersetzung erschien 1824 in Berlin unter dem Titel Jonathan Oldstyle's Briefe.

## Inhalt
Die neun „Briefe“ lassen sich thematisch in zwei Kategorien einordnen: die beiden ersten sowie der letzte behandeln allgemein Sitten und Moden der Zeit, die übrigen nehmen speziell den zeitgenössischen New Yorker Theaterbetrieb aufs Korn.
Im ersten Brief spottet Oldstyle über die Damenmode und die lächerlichen Anstalten, die die New Yorker beaus dieser Tage machen, um den belles zu imponieren; so beobachtet er, wie ein junger Mann seiner Angebeteten bei einem Spaziergang mit einer Quaste den Weg freikehrt, damit diese mit ihrem imposanten Reifrock nicht an Hindernisse stößt. Im zweiten beklagt er dann, mit welcher Beiläufigkeit heutzutage Heiraten vollzogen werden, gerade im Vergleich zur ausgefeilten Etikette bei der Hochzeit seiner seligen Tante Barbara anno dunnemal, an die er sich wehmütig erinnert. Überhaupt seien auch Ehefrauen nicht mehr das, was sie einmal waren: Heutzutage bestünden sie darauf, unabhängig zu sein, sogar eigene Meinungen, Konten und Geheimnisse zu haben, die sie nicht mit ihrem Gatten teilen. „Wer“, so Oldstyle, „kann dies lesen und nicht mit mir beklagen, wie verdorben die heutige Zeit ist - wird nicht jeder Ehemann mit den glücklichen Tagen hinterhertrauern, da sich die Frauen in ihr Joch fügten?“ Im neunten und letzten Brief knöpft sich Oldstyle schließlich die in New York zwar kürzlich verbotene, aber weiterhin praktizierte Unart des Duellierens vor. Er schlägt vor, dass die Duellanten, statt aufeinander zu schießen, Lose ziehen sollten, um so festzustellen, welcher von beiden sich unter ein Fenster stellen müsse, aus dem dann ein schwerer Ziegelstein geworfen würde. Damit die Öffentlichkeit an solchen Vergnügungen teilhaben könne, schlägt er vor, dass eine Behörde geschaffen wird, in der solche „Duelle“ angemeldet und verlautbart werden können.
Die anderen Briefe haben das Theater zum Gegenstand. So schildert Oldstyle den chaotischen Ablauf einer Darbietung von The Battle of Hexham, von der er kaum etwas versteht. Das Publikum auf den billigen Rängen unterhält sich die meiste Zeit damit, die Zuschauer auf dem Parkett mit Nüssen und Äpfeln zu bewerfen, auch die Damen in den Logen mit ihren Ferngläsern scheinen mehr am Treiben im Publikum interessiert zu sein als am Stück selbst. Mit den Briefen VI-VIII brachte sich Irving unmittelbar in die aktuellen Fehden des New Yorker Theaterbetriebs ein, als er einen neuen Charakter (Oldstyles Cousin „Andrew Quoz“) einführte und ihn kaum verklausuliert abfällige Bemerkungen über bekannte Theaterkritiker machen ließ, insbesondere über William Coleman, den Kritiker der New York Evening Post, und James Cheetham vom American Citizen. Irving heizte so deren schon zuvor von der Öffentlichkeit interessiert verfolgten Zwist um die Bewertung des Stückes The Wheel of Truth noch weiter an; im achten Brief schützte Oldstyle ironisch Unwissensheit vor, und zeigte sich verwundert über den Trubel, der seit seinem letzten Brief ausgebrochen sei; doch hätten die Vorgänge in ihm leise Zweifel an der Aufrichtigkeit der Kritikerzunft geweckt.

## Einordnung
Die Letters of Jonathan Oldstyle stehen in der Tradition der Essayserien der englischen Neoklassizisten des frühen 18. Jahrhunderts wie Goldsmith, Addison und Steele. Von der Figurenzeichnung über das Sujet befolgte Irving die Konventionen dieser schon zu seinen Lebzeiten recht altmodischen literarischen Form so sklavisch, dass schon manche zeitgenössische Kommentatoren seinen Pointen kaum Originalität abgewinnen konnten.
Auch die wenigen literaturwissenschaftlichen Arbeiten, die sich in jüngerer Zeit mit den Letters auseinandergesetzt haben, betonen die allzu epigonale literaturgeschichtliche Stellung des Werks. Irvings Biograph Stanley T. Williams bezeichnete die Briefe als unausgegoren und fad, sie seien „als Literatur wertlos“ und allenfalls als Zeugnisse der frühen amerikanischen Theaterkultur von antiquarischem Interesse. Martin Roth (1977) argumentiert, dass Irving das komische Potential seines Sujets kaum auszuschöpfen verstand, da er sich – anders als etwa die Essays des Spectator – scheute, schlüpfrigere Themen wie Prostitution (oder Sexualität im Allgemeinen) zu thematisieren. Stattdessen führte Irving besonders in den späteren Letters Elemente der Burleske und somit ein den Genre eigentlich fremdes komisches Register ein, die ihren Humor nicht aus dem wit der Erzählerfigur, sondern aus derber Situationskomik beziehen. In dieser halbgaren Mischung sieht Roth das Scheitern von Irvings frühen Werken (neben den Letters vor allem die Essays in Salmagundi, 1807–08), zugleich aber den Erfolg seiner späteren, offen burlesken Werke (wie Diedrich Knickerbockers humoristische Geschichte der Stadt New York, 1809) vorgezeichnet.

## Editionsgeschichte
Die Manuskripte der Letters sind nicht erhalten. Die „Briefe“ erschienen erstmals zwischen dem 15. November 1802 und dem 23. April 1803 in der Tageszeitung Morning Chronicle. Erschienen die ersten Briefe noch fast im Wochentakt, so liegen zwischen dem letzten und dem vorletzten fast zwei Monate. Die Briefe II-IX wurden zudem einige Tage nach ihrer Veröffentlichung im Chronicle Express nachgedruckt, einem zweimal die Woche erscheinenden Digest des Morning Chronicle. Auch über die Grenzen New Yorks hinaus wurden die Essays gelesen; so soll, wie Irvings Neffe und Biograph Pierre M. Irving berichtet, Charles Brockden Brown eigens nach New York gereist sein, um den jungen Autor für sein Literary Magazine and American Register zu gewinnen.
Nachdem Irving nach 1820 mit seinem Skizzenbuch beiderseits des Atlantiks der Durchbruch als Schriftsteller gelungen war, legte der New Yorker Drucker William H. Clayton Anfang 1824 einen Nachdruck im Pamphletformat auf, in dem jedoch der erste Brief fehlt. Irving zeigte sich verärgert über diese nicht autorisierte Neuauflage, mindestens da er, wie Pierre M. Irving schreibt, sein Jugendwerk nun als „krude und kindisch“ einschätzte. Noch im April desselben Jahres erschien ein Raubdruck der Claytonschen Ausgabe beim Londoner Drucker Effingham Wilson. John Murray, in dessen Verlag Irvings Werke in England erschienen, schlug Irving daraufhin vor, eine eigene, revidierte Ausgabe zu erstellen, doch schlug Irving das Angebot aus. Zu Lebzeiten verweigerte er sich einer Neuveröffentlichung, so fehlen die Letters in der Ausgabe letzter Hand (der New Author's Revised Edition, Putnam, New York 1860), auf der die zahlreichen weiteren Werkausgaben des 19. Jahrhunderts basieren. Nach Irvings Tod veröffentlichte Pierre M. Irving die Briefe I-V im zweiten Band der Miszellensammlung Spanish Papers and Other Miscellanies (1866); die Briefe VI-IX ließ er aus, da Irving sie ausdrücklich mit dem Vermerk Not to be reprinted versehen hatte. Erst 1941 versammelte Stanley T. Williams alle neun Briefe (ein Faksimile der Clayton-Ausgabe von 1824, ergänzt um den ersten Brief aus dem Morning Chronicle) in einem Band:
- Washington Irving: Letters of Jonathan Oldstyle. Herausgegeben und mit einer Einleitung von Stanley T. Williams. Columbia University Press, New York 1941. (Digitalisat der Hathi Trust Library)

Die heute maßgebliche Edition, besorgt von Bruce I. Granger und Martha Hartzog, ist:
- Washington Irving: Letters of Jonathan Oldstyle, Gent./Salmagundi. Herausgegeben von Bruce I. Granger und Martha Hartzog. Twayne, Boston 1977, ISBN 0-8057-8509-4 (= Band 6 von Henry A. Pochmann u. a. (Hrsg.): The Complete Works of Washington Irving. 30 Bände. University of Wisconsin Press, Madison/Twayne, Boston 1969–1986).

Auf dieser Ausgabe basiert auch der Text der Ausgabe der Library of America:
- Washington Irving: History, Tales and Sketches. Library of America, New York 1983. ISBN 0940450143.

Die erste und bislang einzige deutsche Übersetzung, besorgt von Samuel Heinrich Spiker, erschien 1824:
- Washington Irving: Jonathan Oldstyle’s Briefe. Aus dem Englischen des Washington Irving übersetzt von S. H. Spiker. Duncker und Humblot, Berlin 1824 (Volltext-Digitalisat bei Wikisource).[8]

Als Auszug erschien der siebente Brief zudem im September 1824 in der Beilage zum 140. Blatt der Zeitschrift Der Gesellschafter der erste sowie der letzte Brief wurden im gleichen Monat in Eos, Zeitschrift aus Bayern abgedruckt.

## Sekundärliteratur
- Bruce Granger: American Essay Serials from Franklin to Irving. University of Tennessee Press, Knoxville 1978. ISBN 0870492217
- Simone Hagenmeyer: Washington Irving und der periodical essay des 18. Jahrhunderts: The Letters of Jonathan Oldstyle, Salmagundi und The Sketch Book of Geoffrey Crayon als abweichende Antworten auf britische Schreibgewohnheiten. Cuvillier, Göttingen 2000.  ISBN 3-89712-997-3
- Martin Roth: Irving and the Old Style. In: Early American Literature 12:3, 1977. S. 256–270.
- Stanley T. Williams: The Life of Washington Irving. Band I. Oxford University Press, New York 1935.